# Marius Hedemann

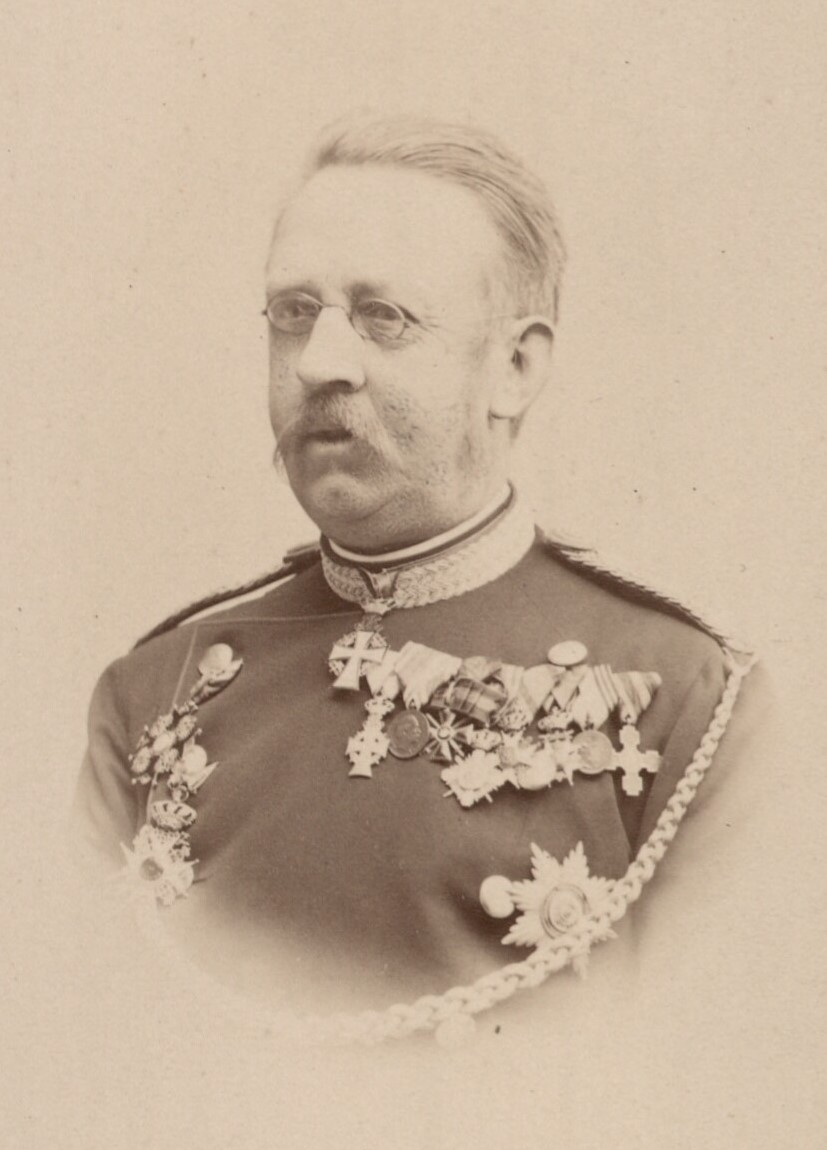
Marius Hedemann

Marius Sophus Frederik Hedemann (* 21. Januar 1836 in Kopenhagen; † 24. Juni 1903 ebenda) war ein dänischer Offizier, zuletzt General der dänischen Armee sowie Politiker.

## Leben
Hedemann war der Sohn des dänischen Generalleutnants Hans Hedemann (1792–1859). Sein Bruder Johan Hedemann (1825–1901) war ebenfalls General in der dänischen Armee. Nach seiner Zeit im dänischen Kadettenkorps wurde er 1853 als Leutnant im 1. Jägerkorps eingestellt. 1855 trat er in die Militärakademie ein und legte 1859 die Abschlussprüfung der Stabsabteilung ab. Danach durchlief er die Schulen verschiedener Waffengattungen und stand mehrmals im Dienst der topographischen Abteilung.
1863 wurde Hedemann als Adjutant im Stab der 2. Division eingesetzt und nahm in dieser Funktion am Deutsch-Dänischen Krieg teil, unter anderem auch an der Schlacht von Düppel am 18. April 1864. Im Krieg erfolgte außerdem die Beförderung zum Oberleutnant. Nach dem Krieg, inzwischen Hauptmann, kehrte er in die topographische Abteilung zurück, wurde ab 1868 im Kriegsministerium eingesetzt und war 1870 Adjutant des Kriegsministers.
Im folgenden Jahr wurde er Adjutant von König Christian IX., was das besondere Vertrauensverhältnis zwischen dem Königshaus und der Familie Hedemann unterstrich. 1876 wurde er Kompaniechef in der königlichen Leibgarde. Während des Krieges zwischen Russland und der Türkei im darauffolgenden Jahr, war Hedemann von Mai bis November im Hauptquartier der russischen Armee stationiert und lernte dadurch die militärischen Verhältnisse in Russland kennen. 1880 wurde Hedemann Oberstleutnant und Kommandeur des 23. Bataillons, danach 1885 Oberst im Generalstab und Chef der taktischen Abteilung. Im gleichen Jahr entstand ein Porträt Hedemanns gemalt von dem dänischen Maler August Jerndorff.
Während des Aufenthalts von Alexander III. von Russland in Dänemark im Herbst 1887 wurde er dem Monarchen als Adjutant beigeordnet und noch im selben Jahr zum Kammerherrn ernannt. Während Kaiser Wilhelms Besuch in Kopenhagen 1901 wurde Hedemann wiederum dem Staatsoberhaupt zugeteilt. Hedemann wurde mit dem Dannebrogorden sowie mit dem Großkreuz des Dannebrogordens und verschiedenen anderen, auch ausländischen Orden geehrt.

### Als Politiker
1889 wurde Hedemann Kommandeur des 6. Regiments in Odense, die er von 1887 bis 1892 als Abgeordneter im Folketing vertrat. 1893 wurde er dann in den Landsting gewählt sowie zum Generalmajor und Kommandeur der Fünen Brigade ernannt. Als Militär war seine Position als Parlamentarier allerdings schwierig, zumal zu dieser Zeit die Liberalen an Einfluss gewannen. Hedemann gab daher sein Mandat auf und nahm in der Folge ein Mandat im Kreistag an, als sich die Gelegenheit dazu bot.

### Als Chef des Generalstabs
Hedemanns Einsatz auf Fünen dauerte bis 1896. Anschließend wechselte er nach Kopenhagen, wo er zunächst verschiedene Kommandos innehatte, unter anderem war er 1898 Mitglied der Kommission für die Kopenhagener Bahnhöfe. 1901 erfolgte schließlich die erhoffte Beförderung zum Generalleutnant und die Ernennung zum Chef des Generalstabs, der höchsten Position innerhalb der Armee, sowie zum Kommandierenden General in Kopenhagen.
Hedemann war scharfer Gegner des Verkaufs von Dänisch-Westindien, der mit einer vorläufigen Abmachung zwischen den USA und Dänemark 1902 anberaumt wurde aber letztlich zunächst im Landstings scheiterte. Er starb im folgenden Jahr und ist wie sein Bruder und sein Vater auf dem Garnisonsfriedhof Kopenhagen begraben.

## Privatleben
Hedemann heiratete am 27. September 1861 Sophie Charlotte Johanne Baggesen (1835–1883), die Tochter von Generalmajor Frederik Ludvig August Haller Baggesen. Seine zweite Ehe schloss er am 1. September 1885 mit Anna Frederikka Petersen (* 1835), Tochter von Kommandant Jonas Ramus Petersen.